# Estación de Pelleport
Pelleport es una estación de la línea 3 bis del metro de París situada en el 20º distrito de París. 

## Historia
La estación formaba parte en origen de la línea 3 hasta que en 1971, el tramo Porte des Lilas-Gambetta se separó del resto de la línea al prolongarse hacia la localidad vecina de Bagnolet. Este tramo cambió entonces su denominación a 3 bis.
Su nombre hace referencia al Vizconde Pierre de Pelleport (1773-1855), militar francés.

## Descripción
Se compone de dos vías y de dos andenes de 75 metros de longitud.
Está diseñada en bóveda elíptica revestida completamente de los clásicos azulejos blancos biselados del metro parisino, con la única excepción del zócalo que es de color marrón.Los paneles publicitarios emplean un fino marco dorado con adornos en la parte superior. 
Su iluminación ha sido renovada empleando el modelo vagues (olas) con estructuras casi adheridas a la bóveda que sobrevuelan ambos andenes proyectando la luz en varias direcciones.
La señalización por su parte usa la tipografía CMP donde el nombre de la estación aparece sobre un fondo de azulejos azules en letras blancas. Por último, los escasos asientos de la estación, especialmente separado los unos de los otros, son amarillos, individualizados y de tipo Motte.

## Acceso
Dispone de un único y peculiar acceso, similar al de la estación de Saint-Fargeau, situado en la plaza de Paul Signac.